# 马长海
马长海（1678年—1744年），字汇川，号清痴、雷溪居士，哈達納喇氏，祖上和乌拉納喇氏同族，满洲镶白旗人。清代隐士诗人。

## 生平
先世为乌拉部长。高祖苏伯海率部归努尔哈赤。父镇安将军马期（又玛奇），胞兄刑部侍郎常賚。康熙十七年（1678年）出生。原本可以父荫可补户部库使，但未實補。其伯父为其求补民部后库使职，公文已下令，竟称病不起。中年以後在易水之雷溪（今属河北易县）築有大缽庵定居，布衣终身，後称雷溪居士。与正黄旗汉军隐士诗人李锴交友。乾隆九年（1744年）卒，李锴写《马山人传》、悼亡诗《哭马汇川隐君》。有《雷溪草堂集》（载《钦定八旗通志：艺文志》卷120）。被袁枚称为文学界的“辽东三老”（戴亨、陈景元、马长海）之一，后世又归其为“辽东四诗人”（戴亨、陈景元、马长海、李锴）。
《雷溪草堂诗集》抒写作者逍遥林下及喜爱田园山水的情怀。现有1920年嘉业堂本，集前有宁郡王弘晈（自号鏡齋主人，又敬斋主人）及大学士鄂尔泰于乾隆九年（1744）写的二序，正蓝旗宗室进士溥良1920年的属题，后有乾隆朝兵部右侍郎、宗室诗人塞爾赫（字晓亭，诚毅勇壮贝勒穆尔哈齐曾孙，雍正朝仓场侍郎，著有《晓亭诗钞》4卷，乾隆14年刻本）与马长海侄儿查克殚（查承斋）（父镶白旗滿洲文华殿大学士查郎阿）写的二跋。其它版本有1920年《辽东三家诗钞》、1991年吉林文史出版社重版本等。
诗歌载沈德潜《 國朝詩别裁集》卷29、伊福纳《白山诗钞》卷5。酷嗜画藏，多名品（据李锴《睫巢集》后集）。法式善记，长海“不求官达，喜购书画，尝于途中脱所著衣，易古籍”（载法式善《梧門詩話》）。

## 家庭
根据《八旗滿洲氏族通譜》、乾隆甲寅科舉人鍾秀同年齿录、台湾故宫文献资料和《钦定八旗通志》整理。
- 高祖蘇巴海。“蘇巴海，鑲白旗人，萬之叔旺濟外蘭之曽孫也，世居哈達地方，國初率滿洲二百人来歸，編佐領，令其長子莽果統之”（据《八旗滿洲氏族通譜》卷23）。该哈達納喇氏实际上和乌拉納喇氏祖上同源，故马长海的著作《雷溪草堂诗集》上有乌拉納喇氏查克殚（查承斋）（父镶白旗滿洲文华殿大学士查郎阿）题跋自称是马长海的侄子。
- 曾祖莽果，佐领。胞兄唐武，原任佐領；其子薩爾岱原任前鋒叅領，阿爾岱原任頭等侍衛。胞兄星鼐，授騎都尉、三等輕車都尉、二等輕車都、一等輕車都尉、二等男。
- 祖父馬拉，原任副都統。
- 父玛奇（又馬緝、马期，？-1696），初授顯親王（富綬）護衛兼佐领，累遷鑲白旗滿洲都統，从征云南有功，授镇安将军。正黄旗汉军诗人李鍇作《镇安将军马公告身跋》（载盛昱、楊鍾羲《八旗文経》卷22）。
- 胞叔喀啟（又喀爾奇），以巴牙喇壯達從軍，署巴牙喇甲喇章京（护军参领），從征湖廣、江西，敗吳三桂將夏國相於萍鄉、謝勝先於瀏陽、吳國貴於武岡，授一等雲騎尉，配觉罗氏。喀啟子那福护军参领世袭雲騎尉，曾孙有乾隆甲午科舉人那靈阿，字雲巖，甘肃迪化州直隸州知州，甘肃武乡试同考官，配觉罗氏，御前侍卫护军参领加都统衔兴福次女，嘉庆十一年(1806)乌鲁木齐都统和瑛奉旨审理那灵阿和乌鲁木齐都统宗室奇臣往来宴会贪腐案。那靈阿子乾隆甲寅科舉人鍾秀（喀啟-光图-明福-那灵阿-鍾秀），鍾秀配觉罗氏，乾隆已卯科举人奉天锦县知县阿青阿之女。
- 胞兄常賚，廣東布政使、雲南廵撫、刑部侍郎、雍正八年宁夏将军、镇安将军，出征凖噶爾，任内大臣(清朝)。
- 胞侄那善（亦那山），世袭佐领，戶部員外郎，湖廣道監察御史，內閣侍讀學士：那善佐领下人宜特墨氏勒尔谨是乾隆翻译进士，官至陕甘总督，因甘肃冒赈案贪污事发，被赐死；那福，护军参领世袭雲騎尉。
- 侄孫：即常賚之孙有：郡君多罗額驸兼公中佐领广西浔州副将德彬（亦德斌）；妻郡君愛新覺羅氏，其胞兄裕僖郡王亮煥，父裕莊親王廣祿 (清朝宗室)，曾祖裕憲親王福全 (清宗室)。佐领德文（德雯）。山西太原镇总兵德龄（奏折显示是纳喇氏，镶白旗满洲德文佐领下人），由太常寺读祝官、拜唐阿累擢銮舆卫冠军使。出为直隶通州、山永副将，擢山西太原镇总兵。嘉庆初川楚教乱，驻防四川夔州，在四川殁於阵，予骑都尉世职，孙文玉袭爵，清史有传。德年，太常寺读赞盛京工部主事。甘肃迪化州知州那灵阿。
- 侄孫女哈達納喇氏（祖父常賚），系正蓝旗满洲、嘉庆翰林、刑部左侍郎他塔喇氏秀堃之母。
- 侄曾孫：乾隆甲寅科舉人鍾秀、庆善、春格、兴昌、兴平等众多。